# Heracles in het seizoen 1969/70
Het seizoen 1969/1970 was het 16e jaar in het bestaan van de Almelose voetbalclub Heracles. De club kwam uit in de Nederlandse Eerste divisie en eindigde daarin op de 10e plaats. Tevens deed de club mee aan het toernooi om de KNVB beker, hierin werd in de eerste ronde verloren van FC Den Bosch '67 (0–1).

## Wedstrijdstatistieken

### Eerste divisie
|       | Blauw-Wit | FC Den Bosch '67 | SC Cambuur | D.F.C. | Elinkwijk | Excelsior | Fortuna | Fortuna SC | De Graafschap | Helmond Sport | HVC   | RCH   | Veendam | Vitesse | Volendam | De Volewijckers | Willem II |
| ----- | --------- | ---------------- | ---------- | ------ | --------- | --------- | ------- | ---------- | ------------- | ------------- | ----- | ----- | ------- | ------- | -------- | --------------- | --------- |
| Thuis | 0 – 0     | 0 – 0            | 3 – 2      | 1 – 0  | 0 – 0     | 1 – 3     | 2 – 1   | 1 – 0      | 1 – 0         | 0 – 1         | 4 – 2 | 4 – 0 | 0 – 1   | 3 – 1   | 0 – 2    | 3 – 0           | 1 – 1     |
| Uit   | 3 – 1     | 2 – 1            | 1 – 1      | 1 – 1  | 1 – 1     | 1 – 1     | 1 – 0   | 1 – 1      | 4 – 0         | 1 – 0         | 0 – 0 | 4 – 0 | 0 – 0   | 3 – 1   | 0 – 0    | 1 – 0           | 2 – 1     |

### KNVB beker
| 1e ronde                                    | Heracles | 0 – 1 (0 – 1) | FC Den Bosch '67 |
| 19 oktober 1969 Plaats: Almelo Bornsestraat |          |               | 19' Ad Graaumans |

## Statistieken Heracles 1969/1970

### Eindstand Heracles in de Nederlandse Eerste divisie 1969 / 1970
| Stand | Gespeeld | Gewonnen | Gelijk | Verloren | Punten | Doelpunten voor | Doelpunten tegen |
| ----- | -------- | -------- | ------ | -------- | ------ | --------------- | ---------------- |
| 10e   | 34       | 9        | 12     | 13       | 30     | 33              | 40               |

### Topscorers
| #      | Naam            | Goal |
| ------ | --------------- | ---- |
| 1.     | André Hulshorst | 8    |
| 1.     | Hans Roordink   | 8    |
| 3.     | Herman Morsink  | 5    |
| 4.     | Guus Hoevenberg | 4    |
| 5.     | Jan Veneberg    | 3    |
| 5.     | Gerrit Vissia   | 3    |
| 7.     | Rob Groener     | 1    |
| 7.     | Cor Lammerts    | 1    |
| Totaal | Totaal          | 33   |

| #      | Naam        | Goal |
| ------ | ----------- | ---- |
| –      | Geen speler | 0    |
| Totaal | Totaal      | 0    |